# Абачараєв Рамазан Арсланович
Рамазан Арсланович Абачараєв (рос. Рамазан Арсланович Абачараев; нар. 9 квітня 1988, Буйнакськ, Дагестанська АРСР, Російська РФСР, СРСР) — російський борець греко-римського стилю, чемпіон світу, володар та срібний призер Кубків світу, володар Кубку Європейських націй. Майстер спорту міжнародного класу з греко-римської боротьби.

## Життєпис
Боротьбою почав займатися з 2000 року. Перший тренер — Арам Саркісян.
Чемпіон Росії 2016 року. Срібний призер чемпіонатів Росії 2014 та 2015 років. Бронзовий призер російської першості 2019 року.
Виступає за ЦСП-1 Ростов-на-Дону. Тренери — Калуст Харахашян, Сергій Забєйворота, Абдул Магомедов.
У збірній команді Росії з 2013 року.
У 2016 році виграв титул чемпіона світу в неолімпійській ваговій категорії до 80 кг. Рамазан Абачараєв за національністю — лакець. Його земляки після чемпіонату світу скинулися і подарували борцю машину Toyota Camry і коня.

## Спортивні результати на міжнародних змаганнях

### Виступи на Чемпіонатах світу
| Змагання                        | Збірна | Вагова категорія                 | Місце  |
| ------------------------------- | ------ | -------------------------------- | ------ |
| Чемпіонат світу з боротьби 2016 | Росія  | греко-римська боротьба, до 80 кг | Золото |

### Виступи на Чемпіонатах Європи
| Змагання                         | Збірна | Вагова категорія                 | Місце |
| -------------------------------- | ------ | -------------------------------- | ----- |
| Чемпіонат Європи з боротьби 2016 | Росія  | греко-римська боротьба, до 80 кг | 5     |
| Чемпіонат Європи з боротьби 2018 | Росія  | греко-римська боротьба, до 82 кг | 9     |

### Виступи на Кубках Європейських націй
| Змагання                                 | Збірна | Вагова категорія | Місце  |
| ---------------------------------------- | ------ | ---------------- | ------ |
| Кубок Європейських націй з боротьби 2016 | Росія  | команда          | Золото |

### Виступи на Кубках світу
| Змагання                    | Збірна | Вагова категорія                 | Місце  |
| --------------------------- | ------ | -------------------------------- | ------ |
| Кубок світу з боротьби 2016 | Росія  | греко-римська боротьба, до 80 кг | Срібло |
| Кубок світу з боротьби 2017 | Росія  | греко-римська боротьба, до 80 кг | Золото |

### Виступи на інших змаганнях
| Змагання                                         | Збірна | Вагова категорія                 | Місце  |
| ------------------------------------------------ | ------ | -------------------------------- | ------ |
| Турнір Івана Піддубного 2011                     | Росія  | греко-римська боротьба, до 84 кг | 13     |
| Кубок Президента Казахстану з боротьби 2012      | Росія  | греко-римська боротьба, до 84 кг | 7      |
| Турнір Івана Піддубного 2013                     | Росія  | греко-римська боротьба, до 84 кг | Бронза |
| Турнір Івана Піддубного 2014                     | Росія  | греко-римська боротьба, до 85 кг | Бронза |
| Міжнародний турнір Любомира Івановича-Гедзи 2014 | Росія  | греко-римська боротьба, до 85 кг | Срібло |
| Кубок Владислава Пітласинські 2014               | Росія  | греко-римська боротьба, до 80 кг | Бронза |
| Меморіал Олега Караваєва 2014                    | Росія  | греко-римська боротьба, до 80 кг | Золото |
| Міжнародний турнір Любомира Івановича-Гедзи 2015 | Росія  | греко-римська боротьба, до 80 кг | Срібло |
| Кубок Владислава Пітласинські 2015               | Росія  | греко-римська боротьба, до 80 кг | 8      |
| Кубок Алроси 2015                                | Росія  | греко-римська боротьба, до 80 кг | Золото |
| Меморіал Олега Караваєва 2015                    | Росія  | греко-римська боротьба, до 80 кг | Золото |
| Турнір Івана Піддубного 2016                     | Росія  | греко-римська боротьба, до 80 кг | Золото |
| Чемпіонат Росії з боротьби 2016                  | Росія  | греко-римська боротьба, до 80 кг | Золото |
| Кубок Алроси 2017                                | Росія  | команда                          | Золото |
| Турнір Івана Піддубного 2018                     | Росія  | греко-римська боротьба, до 82 кг | Золото |
| Меморіал Кристьяна Палусалу 2018                 | Росія  | греко-римська боротьба, до 82 кг | Бронза |
| Чемпіонат Росії з боротьби 2019                  | Росія  | греко-римська боротьба, до 77 кг | Бронза |

### Виступи на змаганнях молодших вікових груп
| Змагання                                      | Збірна | Вагова категорія                 | Місце |
| --------------------------------------------- | ------ | -------------------------------- | ----- |
| Чемпіонат світу з боротьби серед юніорів 2008 | Росія  | греко-римська боротьба, до 74 кг | 5     |